# Porella maxima
Porella maxima là một loài rêu tản trong họ Porellaceae. Loài này được (Stephani) M. L. So mô tả khoa học lần đầu tiên năm 2002.